# Načyn Monguš
Načyn Olzeevič Monguš (in russo Начын Олзеевич Монгуш?; Tuva, 28 gennaio 2000) è un lottatore russo specializzato nella lotta libera.

## Palmarès
- Europei

Varsavia 2021: argento nei 57 kg